# Таганрогски залив
Таганро̀гският залив (на руски: Таганрогский залив) е най-големият залив в североизточната част на Азовско море, който мие бреговете на Ростовска област и Краснодарски край на Русия и Донецка област на Украйна. Вдава се навътре в сушата на около 140 km. Ширина на входа между косите Белосарайска на север и Дълга на юг 31 km. Средна дълбочина около 5 m. Бреговете му са предимно високи, на места стръмни, с много пясъчни коси, които отделят плитководни заливи (Миуски лиман, Ейски лиман и др.). В залива се вливат няколко големи реки: Дон и Кагалник от североизток, Калмиус и Миус от север и Ея от югоизток. Замръзва през декември, а се размразява през март. По бреговете му са разположени 5 града: Мариупол и Новоазовск в Донецка област на Украйна, Таганрог в Ростовска област и Ейск в Краснодарски край на Русия.